# سالاد اسفناج
سالاد اسفناج سالادی است که ماده اصلی آن اسفناج است. مواد اضافی رایج عبارتند از گوجه فرنگی، تخم مرغ، پنیر، بادام خرد شده، گردو یا توت‌های تازه یا خشک، مانند کرن بری، یا توت فرنگی.
سالاد اسفناج به‌طور کلاسیک با بیکن گرم یا سس وینیگرت سرو می‌شود، اما تنوع آن بی پایان است.